# Malika Belbey
Malika Belbey est une actrice algérienne  née le 29 septembre 1969  à  Tiaret, dans l'Ouest algérien, elle est diplômée en art dramatique à l'institut supérieur des arts dramatiques d'Alger.

## Biographie
En tant qu'étudiante, Malika Belbey joue dans plusieurs pièces de théâtre dont la 1re est Nedjma de Kateb Yacine mise en scène par Ziani Cherif en 2003 au théâtre national d'Alger. La pièce est réalisée en langue française et a marqué le début de sa carrière professionnelle avec une tournée de plus de 30 représentations entre l'Algérie et la France (Théâtre du Vieux-Colombier, La Criée, et plusieurs autres scènes nationales.).
Cette pièce est suivie par une autre pièce en français, La pluie, texte adapté du roman de Rachid Boudjedra, adapté au théâtre et mis en scène par Antoine Caubet à l'Institut du monde arabe en 2004. Vient également La main damnée, avec un texte et une mise en scène de Dalila Oukili, une coproduction de la compagnie Les évadées et le Théâtre National Algérien.
En 2005, elle joue Les Justes d'Albert Camus, mise en scène Kheïreddine Lardjame et produit par le CCF d'Oran. Cette pièce est le début d'une étroite collaboration avec ce jeune metteur en scène, qui a donné naissance à d'autres spectacles, notamment : La pluie de Rachid Boudjedra mais adapté par Eddy Palaro en 2008 au forum de Blanc Mesnil, et bleu banc vert de Maïssa Bey adapté par Christophe Martin en 2010 à la Comédie de Valence et la compagnie El adjouad.

## Théâtre
- 2003 : Nedjma de Kateb Yacine
- 2004 : La Main Dominé de Dalila Oukili
- 2005 : Les Justes d'Albert Camus
- 2007 : La Grotte éclatée de Yamina Mechakra
- 2008 : La Pluie de Rachid Boudjedra
- 2010 : Bleu blanc vert de Maïssa Bey

## Filmographie

### Cinéma
- 2007 : Morituri
- 2006 : Barakat !
- 2008 : Le dernier passager - (court-métrage)
- 2009 : Point final 1er novembre 1954

### Télévision
- 2004 : Le joueur : Sonia
- 2006 : Le printemps noir
- 2008 : Rendez-vous avec le destin : Hanane
- 2008 : Djemai Family : L'indienne Adra (saison 1.17)
- 2010-2011 : Ad-Dhikra El Akhira : Halima
- 2015 : Weld Mama
- 2018 : Lella zineb
- 2019 : Rays Kourso
- 2019 : Wlad Hlal : Zoulikha
- 2020 : Ahwal Anes : Mère de Redha
- 2020 : Yemma :  Nabila
- 2022: 11.11 :  noura
- 2023 : 11.11 season 2:  noura

## Distinctions
Elle est sélectionnée et primée au Fennec d'or sur plusieurs productions algériennes TV depuis 2005.
- meilleur second rôle féminin en 2006.
- meilleure interprétation féminine en 2008.
- honorée à la 13e édition du festival des radios et télévisions arabes en 2007
- Prix du meilleur rôle féminin dans le festival du Maghreb du film 2019